# Czech Cycling Tour 2020
11. ročník cyklistického závodu Czech Cycling Tour se konal mezi 6. a 9. srpnem 2020. Vítězem se stal Australan Damien Howson z týmu Mitchelton–Scott, jenž porazil týmového kolegu Jacka Bauera a Nora Markuse Hölgaarda (Uno-X Pro Cycling Team).
Vítězem bodovací soutěže se stal Belgičan Jordi Meeus (SEG Racing Academy), jenž vyhrál druhou a třetí etapu. Nejlepším vrchařem se stal Nizozemec Koen Bouwman (Team Jumbo–Visma) a titul nejlepšího mladého jezdce obhájil Čech Jakub Otruba (Elkov–Kasper). Nejlepším Čechem v závodu byl Adam Ťoupalík (Elkov–Kasper), jenž skončil celkově čtvrtý.

## Týmy
Seznam týmů byl oznámen 21. června 2020. Na start se postavilo celkem 6 UCI WorldTeamů, což bylo oproti loňskému roku o 4 více.
Týmy, které se zúčastnily závodu, byly:

### UCI WorldTeamy
- Bahrain–McLaren
- Bora–Hansgrohe
- Team Jumbo–Visma
- Mitchelton–Scott
- NTT Pro Cycling
- Team Sunweb

### UCI ProTeamy
- Alpecin–Fenix
- Bingoal–Wallonie–Bruxelles
- Uno-X Pro Cycling Team
- Sport Vlaanderen–Baloise

### UCI Kontinentální týmy
- SEG Racing Academy
- Felbemayr–Simplon Wels
- Leopard Pro Cycling
- Metec–TKH
- Lotto–Kernhaus
- Swiss Racing Academy
- Maloja Pushbikers
- Beat Cycling Club
- Adria Mobil
- Voster–ATS
- Elkov–Kasper
- Team Medellín

### Národní týmy
- Česko

## Trasa a etapy
| Etapa         | Trasa                   | Vzdálenost | Typ      | Typ            | Vítěz               |
| ------------- | ----------------------- | ---------- | -------- | -------------- | ------------------- |
| 1             | Uničov - Uničov         | 18,1 km    |          | Týmová časovka | Mitchelton–Scott    |
| 2             | Prostějov - Uničov      | 193,4 km   |          | Rovinatá etapa | Jordi Meeus (BEL)   |
| 3             | Olomouc - Frýdek-Místek | 209,8 km   |          | Zvlněná etapa  | Jordi Meeus (BEL)   |
| 4             | Mohelnice - Šternberk   | 179,2 km   |          | Horská etapa   | Damien Howson (AUS) |
| Celková délka | Celková délka           | 600,5 km   | 600,5 km | 600,5 km       | 600,5 km            |

## Průběžné pořadí
| Etapa          | Vítěz            | Celkové pořadí · | Bodovací soutěž · | Vrchařská soutěž · | Soutěž mladých jezdců · | Soutěž týmů      |
| -------------- | ---------------- | ---------------- | ----------------- | ------------------ | ----------------------- | ---------------- |
| 1              | Mitchelton–Scott | Lucas Hamilton   | neuděleno         | neuděleno          | Kaden Groves            | Mitchelton–Scott |
| 2              | Jordi Meeus      | Lucas Hamilton   | Jordi Meeus       | Koen Bouwman       | Kaden Groves            | Mitchelton–Scott |
| 3              | Jordi Meeus      | Kaden Groves     | Jordi Meeus       | Koen Bouwman       | Kaden Groves            | Mitchelton–Scott |
| 4              | Damien Howson    | Damien Howson    | Jordi Meeus       | Koen Bouwman       | Jakub Otruba            | Elkov–Kasper     |
| Konečné pořadí | Konečné pořadí   | Damien Howson    | Jordi Meeus       | Koen Bouwman       | Jakub Otruba            | Elkov–Kasper     |

## Konečné pořadí

### Celkové pořadí
| Pořadí | Jezdec          | Tým                    | Čas         |
| ------ | --------------- | ---------------------- | ----------- |
| 1      | Damien Howson   | Mitchelton–Scott       | 14h 44’ 35” |
| 2      | Jack Bauer      | Mitchelton–Scott       | + 19’       |
| 3      | Markus Hölgaard | Uno-X Pro Cycling Team | + 29’       |
| 4      | Adam Ťoupalík   | Elkov–Kasper           | + 43’       |
| 5      | Chad Haga       | Team Sunweb            | + 44’       |
| 6      | Jakub Otruba    | Elkov–Kasper           | + 47’       |